# Брати. Остання сповідь
«Брати́. Оста́ння спо́відь» — український драматичний фільм, знятий дебютанткою Вікторією Трофіменко за мотивами роману «Джмелиний мед» шведського письменника Торгні Ліндгрена. Стрічка розповідає історію любові та ненависті двох братів-гуцулів, які доживають віку в гірському селі в Карпатах
Фільм був представлений на двадцяти одному кінофестивалі, серед яких Індійський, Шанхайський та Московський. На останньому стрічка здобула приз кінокритиків, а акторка Наталія Половинка отримала нагороду за найкращу жіночу роль.
Світова прем'єра фільму відбулася 28 листопада 2013 року в головному конкурсі на індійському міжнародному кінофестивалі в Гоа, а в Україні — 18 вересня 2014 року в головному конкурсі на міжнародному кінофестивалі «Молодість». В український широкий прокат «Брати. Остання сповідь» вийшов 24 вересня 2015 року.

## Сюжет
До маленького села в Карпатах приїздить письменниця з лекцією про блаженних та юродивих. Вона зупиняється на ніч у літнього чоловіка на ім'я Войтко, але через сильну негоду жінка змушена залишитись у гостях ще на деякий час. Від Войтка вона дізнається, що по сусідству з ним живе його брат, Станіслав, а також, що вони обидва тяжко хворі: він — на рак, а Станіслав — на серце. Брати не розмовляють один з одним вже понад 40 років і намагаються пережити один одного.
Письменниця навідується до Станіслава перевірити чи все з ним гаразд. Пересвідчившись у цьому, вона розповідає йому, що пише книгу про Святого Христофора, який за легендою мав голову пса, а коли прийняв Ісуса Христа, отримав тіло прекрасного юнака. Наступного дня дорогу було розчищено, але письменниця вирішує залишитись у братів ще ненадовго. Від них обох вона дізнається про Ївгу — жінку, яку кожен з них вважає своєю. За словами Войтка, Ївга, після року спільного життя зі Станіславом, прийшла до нього пожалітися на її чоловіка та його повсякденну солодку їжу, яка їй набридла. Войтко говорить письменниці, що тоді нагодував Ївгу солоним і між ними виникла пристрасть, але не зважаючи це, дівчина залишилась жити зі Станіславом.
Через деякий час, в Ївги народився син, якого назвали Демійоном. Він вважав і Войтка і Станіслава своїми батьками. Ревнуючи сина та жінку один до одного, брати почали рити рів між своїми домівками. Але одного разу, коли Демійон сам працював у землянці, він потрапив у петлю дерев'яного підйомника. Помітивши це, Войтко, Станіслав та Ївга побігли на допомогу. Але брати почали битися за право визвільнити сина, а Ївга сама не змогла допомогти сину. Після поховання Демійона Ївга впала в депресію. Закінчивши оповідь Войтко каже, що не знає, де тепер Ївга. Але письменниця у відповідь говорить, що вона дізналася від Станіслава, що Ївга після смерті Демійона перебралася на південь до прибрежного містечка, де вийшла заміж та народила двох синів. Після цього жінка повідомляє кожному із братів, що інший помер, у що ті після вагань починають вірити. Через деякий час письменниця знаходить мертвого Войтка і несе тіло до Станіслава, але той теж виявляється померлим. Жінка залишає тіла обох на ліжку і покидає село.

## У ролях
У фільмі взяли участь наступні актори:

| Актор             | Роль                                 |
| ----------------- | ------------------------------------ |
| Наталія Половинка | письменниця                          |
| Віктор Демерташ   | старий Станіслав                     |
| Олег Мосійчук     | старий Войтко                        |
| Роман Луцький     | молодий Станіслав                    |
| Микола Береза     | молодий Войтко                       |
| Вероніка Шостак   | Ївга                                 |
| Ягиш Орест        | Демійон, син Ївги та одного з братів |
| Юрій Денисенков   | Святий Христофор                     |

## Виробництво

### Розробка
Робота над проєктом тривала п'ять років. Режисерка Вікторія Трофіменко зацікавилася екранізацією роману «Джмелиний мед» шведського письменника Торгні Ліндгрена відразу після його прочитання. Вона звернулась до аташе з питань культури посольства Швеції в Україні Тетяни Некрасової, яка надала контакти агента письменника. Ліндгрен подивився відеороботи режисерки і дав дозвіл, але на студентську роботу, бо Трофіменко збиралася робити студентський фільм. За рік стало зрозуміло, що потрібен комерційний ексклюзивний опціон, який означає, що окрім Вікторії Трофіменко, протягом декількох років ніхто не може знімати за цим романом. І вона знову звернулася до Ліндгрена, який погодився і на два роки дав безкоштовний опціон. Потім за допомогою коштів компанії Nestle режисерка сплатила третій рік опціону. Пошук фінансування фільму тривав три роки. Лише після того, як стрічка виграла пітчинг кінопроєктів, тобто здобула підтримку держави (50 % бюджету фільму надійшло від Міністерства культури України), долучилися Pronto Film та інвестори (інші 50 % — від приватних інвесторів та фондів, зокрема від Фонду Ріната Ахметова «Розвиток України»). Перед тем, як знайти інвесторів, Трофіменко безуспішно пробувала зібрати необхідну решту грошей через міжнародну краудфандингову платформу Indiegogo.
При написанні сценарію Вікторія Трофіменко вирішила перенести скандинавський сюжет в українські Карпати через необхідний гірський ландшафт. Щоб вирішити спірні моменти між автором і продюсером, компанія Pronto Film запросила професійного скрипт-доктора Мігеля Мачальського, котрий відкоригував діалоги у фільмі.

### Кастинг
Не лише для режисерки, а й для багатьох акторів фільм став дебютом.. Підбір акторів тривав майже чотири місяці. У кастинг-директора Алли Самойленко в процесі кастингу було дві подорожі на Західну Україну, де вона побувала в багатьох місцях і де вона записала відео з акторами. Всіх героїв фільму, окрім киянина Віктора Демерташа, Самойленко знайшла у Західній Україні..
На роль старого Войтка розглядався російський актор Петро Мамонов, але він відмовився через православні переконання. На молоду версію цієї ж ролі розглядався американський співак українського походження Євген Гудзь, але він теж відмовився. Оскільки акторці Вероніці Шостак на момент зйомок стрічки ще не було 18 років, режисерці довелося прибрати зі сценарію еротичні сцени.

### Зйомки
Знімальний період тривав два роки. Більшу частину фільму було відзнято в Карпатських горах у селищі Синевирська Поляна, павільйонні зйомки проходили у Києві.
Перш ніж обрати Синевирську Поляну, творці сходили в чотири експедиції до різних місцевостей: спостерігали за краєвидами в різні пори року. Зрештою команда зупинилася на Поляні, оскільки в ній гори розташовані близько одна від одної. Місцеві жителі хвилювалися, що зйомки заважатимуть їх роботі та життю. Спеціально для зйомок був побудований гуцульський хутір: на місці старих напівзруйнованих хат з вибитими вікнами були побудовані нові.

### Теми і символізм
Головною темою «Братів» є сповідь, що у християнстві означає зізнання у своїх гріхах та примирення з Богом. Також в фільмі обігрується притча про те, як велетень Святий Христофор ніс Ісуса Христа через річку, але не зміг його втримати і впав під вагою всіх людських гріхів. Через зображення на кахлях, якими обкладено піч у будинку Войтка, у фільмі показана молодість героїв, історія їхнього діда, який збирав джмелиний мед, поки не впав у яму, де й загинув. На них багато символічних зображень, які показують протистояння братів: два барани, два леви, дерево, сонце й місяць. «Сонце та місяць — це цілісність, поєднання двох енергій у алхіміків, яке веде до досконалості. Це як два брати, які розділені навпіл, хоч могли би бути однією ідеальною людиною. До них ходить одна й та сама жінка і живе з ними двома», — зазначила Вікторія Трофіменко. Режисерка сама прописала сюжети кожного з кахлів, а далі їх малювала художниця Катерина Косьяненко. У фільмі грає постійний контраст затхлого, смердючого приміщення — білосніжного снігу, любові — ненависті, замкненості — і безмежжя. Так, один із братів, Станіслав, є «солодким», тобто розбещеним, легковажним, також його головною пристрастю є саме солодощі, а інший, Войтко — «гірким», який не вірить у добро і покладається тільки на особистий гіркий життєвий досвід. Останній не може пробачити Станіславові його вчинки і звинувачує у смерті сина, а той прийняв усе і пробує відшукати у своєму житті втрачену солодкість. На Московському міжнародному кінофестивалі, за словами режисерки, фільм сприйняли як алюзію на відносини України і Росії: деякі глядачі плакали і вибачалися.

### Музика
Музику до фільму написав Святослав Луньов, за задумом режисерки стрічки музика мала бути на межі між класичною та етнічною. Для підсилення глибинного тону фільму акторка Наталія Половинка запропонувала заспівати українські народні пісні — мотив двох братів «Ой у полі росли два дубочки» і мотив шлюбу землі та неба «Ой соловей, соловієчко», що й було зроблено.

## Сприйняття

### Касові збори
Стрічка вийшла в український прокат 24 вересня 2015 року на 60 екранах. За перші вихідні прокату «Брати» зайняв сьоме місце: фільм подивилось понад 4 тисяч глядачів, що принесло йому 187 тисяч гривень. Стрічку найбільше подивилось на заході Україні: Львів, Івано-Франківськ, Тернопіль, Луцьк, а також у таких великих містах, як Київ, Одеса, Харків, Дніпропетровськ. За другі вихідні фільм зібрав 36 тисяч гривень і залишив першу десятку українського прокату.
Загалом за 2 тижні українського прокату стрічка зібрала приблизно 220 тис. гривень.

### Відгуки

#### Іноземні
Іноземні кінокритики схвально відгукнулися про стрічку. Зокрема у своїй рецензії для одного з найвпливовіших міжнародних кіно-видань The Hollywood Reporter Кларенс Цуй схвально відгукнувся про стрічку, позитивно оцінивщи музику, акторську гру, а також скрупульозну роботу художника Владислава Одуденка, яка доповнила образи головних героїв-братів.

#### Українські
Українські кінокритики відгукнулися про стрічку стримано-позитивно. Кінознавець «Телекритики» Міла Новікова стверджує, що «Брати» — одна з найяскравіших українських робіт за останні чверть століття в ігровому українському кіно. «Образи двох персонажів, які живуть поруч і ворогують до самої смерті — це фреска сучасного українського суспільства, дуже потужно відтворена з погляду режисури, з погляду драматургії, візуальної презентації ідеї» — додала вона. Кінокритик «Дзеркало тижня. Україна» Антон Філатов заявив, що «Брати» — один із найбільш сильних вітчизняних повнометражних дебютів часів Незалежності, але разом із тим, він зазначив, що загалом у цьому фільмі Вікторії Трофіменко відчувається недосвідченість і нарочитість режисера. Олександр Гусєв з «Української правди» оцінив фільм на 3 бали з 5, написавши, що він відрізняється від багатьох вітчизняних стрічок високим технічним рівнем виконання, гідною роботою оператора і художників, колоритною фактурою селянського побуту, але в кінцевому рахунку виявляється набором надуманих, неживих символів і спробою втекти від історичної конкретики у позачасові універсалії.
У 2013 році українські кіножурналісти, згідно з опитуванням «Бюро української кіножурналістики», назвали «Братів» найцікавішою українською стрічкою, з якою вони ознайомилися на спеціальних подіях та кінопоказах. У 2014 році згідно з таким ж опитуванням стрічка також увійшла до Топ-5 найцікавіших українських фільмів.

## Реліз
Українська прем'єра стрічки відбулася 18 вересня 2014 року в головному конкурсі на київському міжнародному кінофестивалі «Молодість». Спочатку щодо національного широкого прокату автори фільму зверталися до великих дистриб'юторських компаній, але ті не бачили в ньому комерційного успіху, втім за це взялася 86PROKAT. Вихід фільму у широкий прокат очікувався 4 грудня 2014 року, але замість нього відбулись окремі допрем'єрні покази у різних містах. Остаточний загальнонаціональний прокат почався 24 вересня 2015 року і, за даними продюсерів фільму, охопив 67 кінозалів у 25 містах. Щодо міжнародного прокату, то, за словами продюсера Ігоря Савиченка, досягнуто попередніх домовленостей про покази у Польщі та Швеції.
23 вересня 2015 року продюсер стрічки Максим Асадчий повідомив, що телевізійна прем'єра «Братів» відбудеться на телеканалі «Інтер» і відповідно фільм вперше показали на ТБ 23 січня 2016 року.

## Визнання
«Брати. Остання сповідь» був одним із можливих кандидатів на висунення Україною на премію «Оскар-2016» у номінації «найкращий фільм іноземною мовою». Через торішній скандал із заявками фільмів «Поводир» та «Плем'я» український оскарівський комітет був розформований, а його новий склад не був затверджений Виконавчим комітетом Американської кіноакадемії.
Згодом, на одній з презентацій фільму, представник українського прокатника «Братів» 86prokat Ілля Гладштейн заявляв, що стрічка «Брати: Остання сповідь» цілком гідна «Оскара», і дуже прикро, що стрічку так і не висунули від України.
| Нагороди та номінації фільму «Брати. Остання сповідь» | Нагороди та номінації фільму «Брати. Остання сповідь»                        | Нагороди та номінації фільму «Брати. Остання сповідь» | Нагороди та номінації фільму «Брати. Остання сповідь» | Нагороди та номінації фільму «Брати. Остання сповідь» | Нагороди та номінації фільму «Брати. Остання сповідь» |
| Рік                                                   | Кінопремія / Кінофестиваль                                                   | Категорія / Нагорода                                  | Номінант                                              | Результат                                             |                                                       |
| ----------------------------------------------------- | ---------------------------------------------------------------------------- | ----------------------------------------------------- | ----------------------------------------------------- | ----------------------------------------------------- | ----------------------------------------------------- |
| 2013                                                  | Індійський міжнародний кінофестиваль у Гоа                                   | «Золотий павич» за найкращий фільм                    | «Брати. Остання сповідь»                              | Номінація                                             |                                                       |
| 2014                                                  | Шанхайський міжнародний кінофестиваль                                        | Найкращий фільм («Панорама»)                          | «Брати. Остання сповідь»                              | Номінація                                             |                                                       |
| 2014                                                  | Московський міжнародний кінофестиваль                                        | «Золотий Святий Георгій» за найкращий фільм           | «Брати. Остання сповідь»                              | Номінація                                             |                                                       |
| 2014                                                  | Московський міжнародний кінофестиваль                                        | «Срібний Святий Георгій» за найкращу жіночу роль      | Наталія Половинка                                     | Перемога                                              |                                                       |
| 2014                                                  | Московський міжнародний кінофестиваль                                        | Приз журі російської кінокритики                      | «Брати. Остання сповідь»                              | Перемога                                              |                                                       |
| 2014                                                  | Міжнародний кінофестиваль FerFilm                                            | Найкращий фільм                                       | «Брати. Остання сповідь»                              | Номінація                                             |                                                       |
| 2014                                                  | Румунський міжнародний кінофестиваль                                         | Найкращий фільм                                       | «Брати. Остання сповідь»                              | Номінація                                             |                                                       |
| 2014                                                  | Румунський міжнародний кінофестиваль                                         | Нагорода Opera Prima за найкращий дебют               | «Брати. Остання сповідь»                              | Перемога                                              |                                                       |
| 2014                                                  | Відкритий фестиваль кіно країн СНД, Латвії, Литви та Естонії «Кіношок»       | Найкращий фільм                                       | «Брати. Остання сповідь»                              | Номінація                                             |                                                       |
| 2014                                                  | Відкритий фестиваль кіно країн СНД, Латвії, Литви та Естонії «Кіношок»       | Найкращий сценарій                                    | Вікторія Трофіменко                                   | Перемога                                              |                                                       |
| 2014                                                  | Багдадський міжнародний кінофестиваль                                        | Приз журі                                             | «Брати. Остання сповідь»                              | Перемога                                              |                                                       |
| 2014                                                  | Київський міжнародний кінофестиваль «Молодість»                              | «Скіфський олень» за найкращий фільм                  | «Брати. Остання сповідь»                              | Номінація                                             |                                                       |
| 2014                                                  | Трускавецький міжнародний кінофестиваль телевізійних фільмів «Корона Карпат» | Найкраща операторська робота                          | Ярослав Пілунський                                    | Перемога                                              |                                                       |